# Vassallucci
Vassallucci was een in Amsterdam gevestigde uitgeverij die ontstond toen Lex Spaans en Oscar van Gelderen zich eind 1994 afsplitsten van uitgeverij Arena. Het bedrijf werd in 2001 overgenomen door PCM Uitgevers. Bij de verzelfstandiging van Prometheus/Bert Bakker in 2007 werd de fondslijst daar geïncorporeerd.

## Visie
Vassallucci zette onder leiding van uitgever Van Gelderen met name in op debuutromans. Het introduceerde een nieuwe visie in de (Nederlandse) uitgeverswereld door er het credo op na te houden dat boeken 'in de markt te zetten producten' zijn. De uitgeverij benaderde onder meer actief televisieprogramma's en tijdschriften om haar auteurs daarin hun boeken te laten promoten. 
Vassallucci gaf onder meer de boeken van Lulu Wang, Abdelkader Benali, Clark Accord, Heleen van Royen, Thé Lau, Raoul Heertje en Barend & Van Dorp uit. De naam was een eerbetoon aan Michel Vassallucci, de in 1994 aan aids overleden oprichter van uitgeverij Arena.
Jean-Louis Vassallucci, auteur van fictie, is de oudere broer van Michel Vassallucci.